# Ponte Rasa
Ponte Rasa es un distrito ubicado en la zona este de la ciudad de Sao Paulo, Brasil. Administrativamente pertenece a la subprefectura de Ermelino Matarazzo.

## Distritos limítrofes
- Ermelino Matarazzo (norte).
- Vila Jacuí e Itaquera (este)
- Artur Alvim (sur).
- Penha (suroeste).
- Cangaíba (noroeste)